# Illa San Miguel

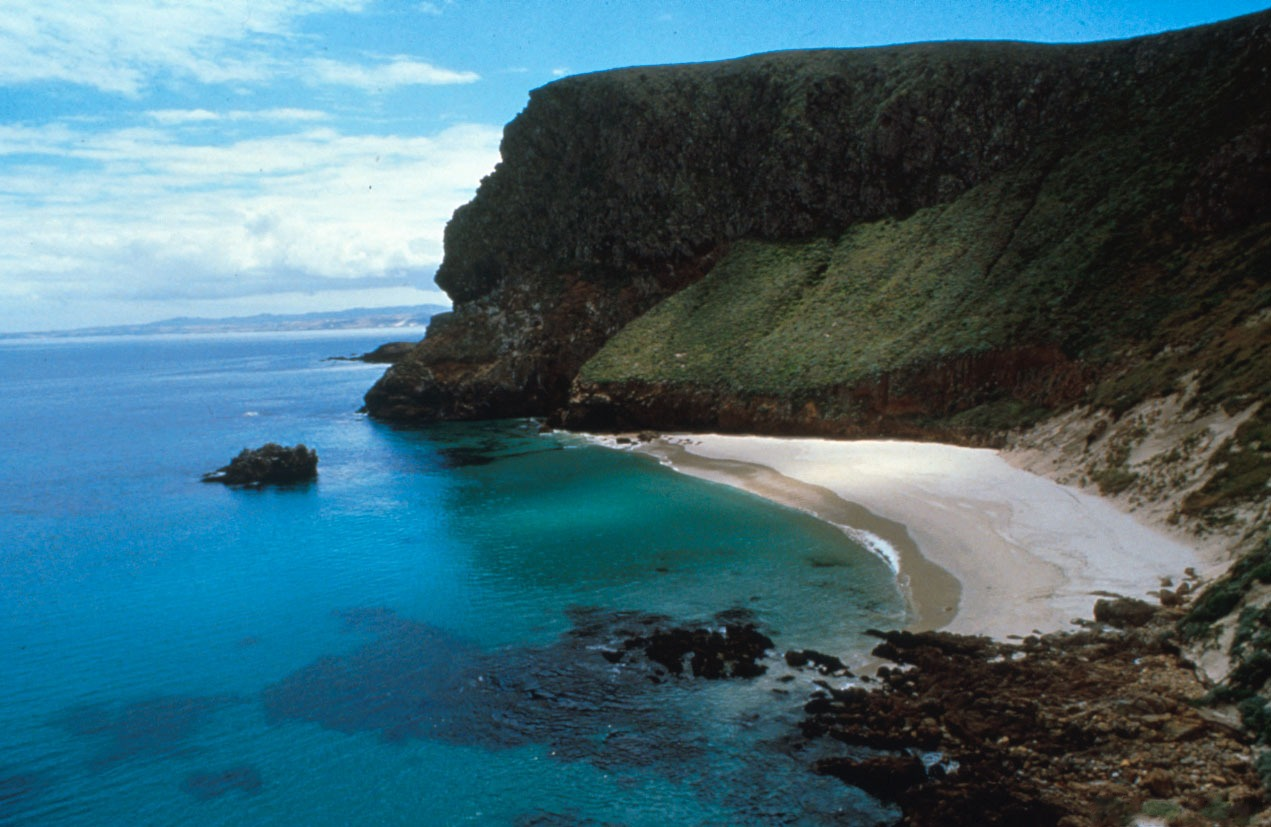

San Miguel és la sisena illa més gran de les vuit que conformen l'arxipèlag d'illes Santa Bàrbara de Califòrnia. Mesura 37,74 km² de superfície, tretze quilòmetres de longitud i fins a sis metres d'ample. Forma part del Parc Nacional de les Illes Santa Barbara al comtat de Santa Barbara. Entre el 1850 i el 1950, uns ramaders dugueren ovelles a l'illa. Posteriorment, l'illa fou utilitzada per l'Armada dels Estats Units.
| Illes Santa Bàrbara                                                                                            |
| --- |
| Anacapa · Sant Climent · Sant Miquel · Sant Nicolau · Santa Bàrbara · Santa Catalina · Santa Cruz · Santa Rosa |